# Yohei Kurakawa
Yohei Kurakawa (Yamaguchi, 10 augustus 1977) is een Japans voetballer.

## Carrière
Yohei Kurakawa speelde tussen 2000 en 2011 voor Yokohama F. Marinos, Horikoshi en Kashiwa Reysol. Hij tekende in 2012 bij Roasso Kumamoto.